# 3036 Krat
3036 Krat eller 1937 TO är en asteroid i huvudbältet, som upptäcktes 11 oktober 1937 av den ryske astronomen Grigorij Neujmin vid Simeiz-observatoriet på Krim. Den har fått sitt namn efter den sovjetiske astronomen Vladimir Krat (1911–1983).
Asteroiden har en diameter på ungefär 43 kilometer.